# Couvade-Syndrom
Als Couvade-Syndrom (franz. couver, ausbrüten) wird das Phänomen von entstehenden Schwangerschaftssymptomen bei einem Mann bezeichnet, wenn er mit einer schwangeren Frau zusammen ist. Es kommt beim Mann zu Symptomen wie Gewichtszunahme, Stimmungsschwankungen, Sodbrennen, Erbrechen und Schlaflosigkeit bis zu einzelnen Berichten von Wehen. Vor allem besonders mitfühlende Männer würden laut Forschermeinung zu „Parallelschwangerschaften“ oder „Sympathieschmerz“ neigen.
Auch die Hormone einiger Männer verändern sich während der Schwangerschaft der Partnerin. Dabei steigt die Produktion von Prolaktin, das für das Wachstum der Brustdrüsen verantwortlich ist, und von Östrogen, dem weiblichen Sexualhormon. Auch das Stresshormon Cortisol wird bei einigen Männern vermehrt produziert. Einige Evolutionsbiologen mutmaßen, mit diesem Mechanismus solle väterliche Fürsorge in Gang gesetzt werden. Manche psychologische Theorien vermuten dahinter auch ein Nachahmungsverhalten, das aus Hilflosigkeit gegenüber der Ausnahmesituation oder dem Gefühl der Vernachlässigung entsteht.

## Forschungsstand
Systematische Forschung zum Couvade-Syndrom gibt es wenig. So herrscht etwa bislang keine Einigkeit darüber, wie verbreitet das Phänomen ist. In Studien variieren die Schätzungen stark, zwischen 11 und 97 Prozent aller Partner sollen betroffen sein. Die Rate beim ersten Kind soll in jedem Fall höher als bei der zweiten oder dritten Schwangerschaft sein.
Die Unsicherheit rührt zum einen daher, dass das Couvade-Syndrom keine offizielle medizinische Diagnose darstellt. Ob Männer bereits daran leiden, wenn sie nur eine der vielen möglichen Beschwerden erleben, oder ob mehrere Symptome vorliegen müssen, ist nicht definiert. Zum anderen ist die Existenz des Syndroms in der Öffentlichkeit nahezu unbekannt, sodass gerade unspezifische Symptome wie Kopfschmerzen, Schlafstörungen oder Sodbrennen häufig anderweitig erklärt werden.